# لاک-ادوارد، کبک
لاک-ادوارد (به فرانسوی: Lac-Édouard) شهری در ناحیه موریسی در استان کبک کانادا است. در سرشماری سال ۲۰۱۱ این شهر ۱۴۶ نفر جمعیت داشته‌است و مساحت آن ۹۷۹٫۷۵ کیلومتر مربع است.